# Gavião-de-costas-vermelhas
Bútio-variável ou gavião-de-costas-vermelhas (nome científico: Geranoaetus polyosoma) é uma espécie de ave rapinante que pertence à família Accipitridae.
Ambos os sexos ocorrem em várias formas. Todos os adultos têm uma cauda branca com uma faixa subterminal preta contrastante, e asas cinzentas barradas em escuro (em voo a partir de baixo, os rêmiges aparecem esbranquiçadas com barramento fino e uma ponta preta larga). A plumagem restante varia de cinza muito escuro a esbranquiçado, e alguns indivíduos têm a cor marrom-avermelhado nas partes inferiores. As fêmeas geralmente têm costas marrom-avermelhadas.